# Myobradypterygius
Genre
Myobradypterygius est un genre fossile d'ichthyosaures de la famille des Ophthalmosauridae et de la sous-famille à son nom : les Platypterygiinae.

## Distribution
Ses fossiles ont été découverts dans de nombreux endroits : aux Argentine.